# John Leckie
John Leckie (ur. 23 października 1949 w Paddington, Londyn)  - jeden z najbardziej cenionych brytyjskich producentów muzycznych, mający na koncie produkcję wielu uznanych albumów, takich jak All Things Must Pass George'a Harrisona, The Bends Radiohead, Showbiz Muse, This Nation's Saving Grace The Fall, A Storm in Heaven The Verve czy debiutancki album The Stone Roses.
Leckie rozpoczynał karierę w Abbey Road Studios jako inżynier muzyczny. Pracował wówczas z Pink Floyd, indywidualnie z wszystkimi członkami The Beatles oraz rzeszą innych muzyków. Ostatecznie jednak opuścił studio i zdecydował się pracować na zlecenie.

## Nagrody
- 1995 - Music Week - najlepszy producent
- 1996 - Q Awards - najlepszy producent
- 1997 - Brit Awards - najlepszy producent
- 2001 - UK Music Managers Forum - najlepszy producent

## Spis wyprodukowanych albumów
- The Adverts: Crossing the Red Sea with the Adverts
- Ashkhabad: City of Love
- The Atrix: The Atrix
- BeBop Deluxe: Sunburst Finish
- BeBop Deluxe: Modern Music
- BeBop Deluxe: Life in the Air Age
- BeBop Deluxe: Drastic Plastic
- Bill Nelson: Quit Dreaming and Get on the Beam
- Phillip Boa & Voodoo Club: Copperfield Niemcy
- Cast: All Change
- Cast: Mother Nature Calls
- Cowboy Junkies: Miles from Home Kanada
- The Cut: Shadow Talks Norwegia
- Denim: Back in Denim
- De Press: Block to Block and Product Polska/Norwegia
- Doctors of Madness: Figments of Emancipation
- Dr. John: Anutha Zone
- The Dukes of Stratosphear: 25 O'Clock, Psonic Psunspot
- Endgames: Futures Looking Fine EP
- The Fall: The Wonderful and Frightening World of The Fall
- The Fall: This Nation's Saving Grace
- The Fall: Bend Sinister
- Fear of Music: Fast. Faster. Fastest. EP
- Felt: The Strange Idols Pattern and Other Short Stories
- Folks: how i learnt to stop worrying about the bomb and love the folks
- Gene Loves Jezebel: Immigrant
- Gopal Shankar Misra: Out of Stillness
- The Grapes of Wrath: These Days Kanada
- Roy Harper: Bullinamingvase
- Robyn Hitchcock & The Egyptians: Respect
- Thee Hypnotics: Soul, Glitter,Sin
- Holy Toy: Perfect Day (EP) Norwegia
- House of Freaks: Tantilla USA
- Hamell on Trial: Tough Love USA
- The Human League: Holiday 80 EP
- Kula Shaker: K
- Let's Active: Every Dog Has His Day USA
- Los Lobos: Good Morning Aztlán USA
- Longwave: There's a Fire USA
- Lilac Time: And Love for All
- The Lucy Show: Mania
- Baaba Maal: Missing You (Mi Yeewnii) Senegal
- Magazine: Real Life
- Roger McGough: Summer With Monica
- Morgan Fisher: Seasons
- Muse: Showbiz
- Muse: Origin of Symmetry
- My Morning Jacket: Z USA
- My Computer: No CV UK
- New Order: Waiting for the Sirens' Call (pojedyncze utwory) UK
- One Minute Silence: One Lie Fits All
- Mark Owen: Green Man
- John Power: Happening For Love
- The Posies: Dear 23 USA
- The Proof: First Rate USA
- Public Image Ltd: Public Image
- Radiohead: The Bends
- Red Noise: Sound on Sound
- Ride: Carnival of Light
- Rizwan-Muazzam Qawwali: Sacrifice to Love
- Rodrigo y Gabriela: Rodrigo y Gabriela
- Marc Seberg: Lumiere Et Traisons Francja
- Scarlet: Chemistry
- Scott Matthews: The John Leckie Sessions with Strings EP
- Shivkumar Sharma: Sampradaya
- The Skids: Masquerade EP
- The Silencers: Dance to the Holy Man
- Simple Minds: Life in a Day
- Simple Minds: Real to Real Cacophony
- Simple Minds: Empires and Dance
- Six By Seven: The Closer You Get
- Suede: "Positivity" (utwór)
- Starsailor: "Shark Food" (utwór)
- The Stone Roses: The Stone Roses
- The Stone Roses: "One Love" (utwór)
- The Stone Roses: "Fools Gold/What the World Is Waiting For" (utwór)
- Trashcan Sinatras: Cake
- The Troubadours: Gimme Love - Here Comes The Tide (podwójny A-Side)
- Tiny Dancers: Free School Milk
- The Verve: A Storm in Heaven
- Papa Wemba: Molokai
- XTC: White Music
- XTC: Go 2
- XTC: Explode!